# Erik Holst
Erik Holst, właśc. Carl Erik Holst (ur. 18 lutego 1921 w Aabenraa, zm. 25 kwietnia 2013 w gminie Fensmark) – duński polityk i inżynier, deputowany Folketingetu i poseł do Parlamentu Europejskiego, w latach 1980–1982 minister środowiska.

## Życiorys
Syn kowala Carla Holsta i Betty Holst. Ukończył szkołę we Fredericii i ukończył kurs operatora maszyn, następnie kształcił się w zakresie inżynierii mechanicznej (podczas nauki kierował stowarzyszeniem studentów kierunków inżynierskich). Następnie przez wiele lat pracował jako inżynier w przedsiębiorstwach, był też wicedyrektorem szkoły technicznej w Næstved. Zaangażował się w działalność polityczną w ramach Socialdemokraterne, w latach 1966–1990 poseł do Folketingetu. Od maja 1977 do lipca 1979 oddelegowany do Parlamentu Europejskiego, należał do frakcji socjalistycznej. Przez kilkanaście lat zasiadał też w Zgromadzeniu Parlamentarnym Rady Europy. Od lutego 1980 do września 1982 sprawował funkcję ministra środowiska w czwartym i piątym rządzie Ankera Jørgensena.